# Haplochromis perrieri
Haplochromis perrieri là một loài cá thuộc họ Cichlidae. Loài này có ở Kenya, Tanzania, và Uganda, nhưng có thể đã tuyệt chủng trong tự nhiên. Môi trường sống tự nhiên của chúng là hồ nước ngọt.